# 스콧 맥대니얼
스콧 앨런 맥대니얼(영어: Scott Alan McDaniel, 1965년 ~ )은 미국의 만화가이다. 《데어데블》, 《나이트윙》, 《배트맨》 등을 그렸다.